# Harry Hill Bandholtz

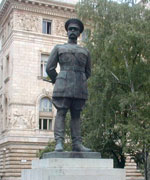
Statuia ridicată în onoarea lui Bandholtz la ambasada americană din Budapesta

Harry Hill Bandholtz (n. (11 mai 1864 - d. 11 mai 1925), general-maior al US Army, a fost reprezentatul Statelor Unite ale Americii a Misiunii Militare Aliate (conform, Allied Military Mission) în Ungaria, în 1919 - 1920. 

## Viața
Bandholtz s-a născut în Constantine Michigan și a urmat cursurile Academiei Militare Americane, (în original, United States Military Academy, mult mai bine cunoscută sub numele de alint West Point). 
Între 1919 și 1920 a fost Reprezentatul american suprem al (Inter-Allied) Aliaților internațional, comandantul misiunii militare în Ungaria. A devenit popular când în 5 octombrie 1919 i-a prevenit pe soldații români să nu scoată din Muzeul Național Maghiar colecții din. Tot el a fost acela care a protejat mobila din palatul regal și a prevenit arestarea de către români a primului ministru al Ungariei de atunci, István Friedrich. 
http://www.ziare.com/cultura/documentar/jaful-budapestei-fara-pereche-in-istorie-iii-1203805

## Memorial în Budapesta
În onoarea lui s-a ridicat o statuie în fața Ambasadei americane din Budapesta, pe Szabadság tér (Piața Libertății).